# Where Are We Now?
Where Are We Now? is een nummer van Britse muzikant David Bowie, uitgebracht als de eerste single van zijn comebackalbum The Next Day uit 2013.

## Achtergrond
Op het moment dat "Where Are We Now?" werd uitgebracht, had Bowie sinds 2003 geen nieuwe muziek uitgebracht en sinds 2006 niet meer opgetreden, waardoor velen dachten dat hij met pensioen was. Op de ochtend van zijn 66e verjaardag op 8 januari 2013 verscheen het nummer op iTunes inclusief informatie over zijn nieuwe album The Next Day. Voorafgaand aan de release werd hier geen informatie over naar buiten gebracht en de fans ontdekten het nummer alleen als zij hier zelf naar zochten. Het werd desondanks zijn grootste hit sinds "Absolute Beginners" uit 1986.

## Videoclip
De videoclip werd geregisseerd door Tony Oursler en laat Bowie en een onbekende vrouw zien met hun hoofden door een gat gestoken terwijl zij op een paardvoltige zitten. De vrouw werd later geïdentificeerd als artieste Jacqueline Humphries, de vrouw van Oursler. De video speelt zich af in wat een Berlijns atelier zou kunnen zijn, terwijl beelden uit de stad uit de jaren '70 op de achtergrond te zien zijn. Daarnaast zijn van de eerste helft van het nummer ook de teksten in beeld te zien. De tekst en de videoclip bevatten veel verwijzingen naar Berlijn, zo zijn de Berlijnse Muur, de Bösebrücke, de Brandenburger Tor, de Dschungel, de Fernsehturm de KaDeWe, de Kunsthaus Tacheles, de Potsdamer Platz, het Rijksdaggebouw en de Siegessäule te zien of te horen.

## Muzikanten
- David Bowie - zang, keyboards
- Henry Hey - piano
- Tony Visconti - snaararrangement
- Gerry Leonard - gitaar
- Tony Levin - basgitaar
- Sterling Campbell - drums

### Nederlandse Top 40
| Hitnotering: 19-01-2013 t/m 26-01-2013 | Hitnotering: 19-01-2013 t/m 26-01-2013 | Hitnotering: 19-01-2013 t/m 26-01-2013 | Hitnotering: 19-01-2013 t/m 26-01-2013 |
| Week:                                  | 1                                      | 2                                      |                                        |
| -------------------------------------- | -------------------------------------- | -------------------------------------- | -------------------------------------- |
| Positie:                               | 28                                     | 28                                     | uit                                    |

### Nationale Hitparade top 50 /Single Top 100
| Hitnotering (week 1 t/m 4): 12-01-2013 t/m 02-02-2013 Hitnotering (week 5 t/m 7): 09-03-2013 t/m 23-03-2013 | Hitnotering (week 1 t/m 4): 12-01-2013 t/m 02-02-2013 Hitnotering (week 5 t/m 7): 09-03-2013 t/m 23-03-2013 | Hitnotering (week 1 t/m 4): 12-01-2013 t/m 02-02-2013 Hitnotering (week 5 t/m 7): 09-03-2013 t/m 23-03-2013 | Hitnotering (week 1 t/m 4): 12-01-2013 t/m 02-02-2013 Hitnotering (week 5 t/m 7): 09-03-2013 t/m 23-03-2013 | Hitnotering (week 1 t/m 4): 12-01-2013 t/m 02-02-2013 Hitnotering (week 5 t/m 7): 09-03-2013 t/m 23-03-2013 | Hitnotering (week 1 t/m 4): 12-01-2013 t/m 02-02-2013 Hitnotering (week 5 t/m 7): 09-03-2013 t/m 23-03-2013 | Hitnotering (week 1 t/m 4): 12-01-2013 t/m 02-02-2013 Hitnotering (week 5 t/m 7): 09-03-2013 t/m 23-03-2013 | Hitnotering (week 1 t/m 4): 12-01-2013 t/m 02-02-2013 Hitnotering (week 5 t/m 7): 09-03-2013 t/m 23-03-2013 | Hitnotering (week 1 t/m 4): 12-01-2013 t/m 02-02-2013 Hitnotering (week 5 t/m 7): 09-03-2013 t/m 23-03-2013 | Hitnotering (week 1 t/m 4): 12-01-2013 t/m 02-02-2013 Hitnotering (week 5 t/m 7): 09-03-2013 t/m 23-03-2013 |
| Week: | 1 | 2 | 3 | 4 | | 5 | 6 | 7 | |
| --- | --- | --- | --- | --- | --- | --- | --- | --- | --- |
| Positie: | 9 | 18 | 56 | 91 | uit | 23 | 7 | 75 | uit |

### NPO Radio 2 Top 2000
| Nummer met noteringen in de NPO Radio 2 Top 2000 | '14  | '15 | '16  |
| ------------------------------------------------ | ---- | --- | ---- |
| Where Are We Now?                                | 1448 | -   | 1144 |

1. ↑  Een '-' betekent dat het nummer niet was genoteerd en een vetgedrukt getal geeft de hoogste notering aan.
2. ↑  2014 was het eerste jaar met een notering voor dit nummer.
3. ↑  Deze tabel is bijgewerkt tot en met de laatste editie (2024).